# Filmografia lui Steven Spielberg
Aceasta este filmografia lui Steven Spielberg, o listă de filme regizate, produse și în care a interpretat. 

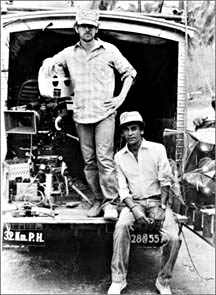

## Filme
| An   | Film                                               | Creditat ca | Creditat ca | Creditat ca | Creditat ca | Creditat ca                         |
| An   | Film                                               | Regizor     | Producător  | Scenarist   | Actor       | Rol                                 |
| ---- | -------------------------------------------------- | ----------- | ----------- | ----------- | ----------- | ----------------------------------- |
| 1964 | Firelight                                          | Da          |             | Da          |             |                                     |
| 1968 | Amblin'                                            | Da          |             | Da          |             |                                     |
| 1971 | Duel                                               | Da          |             |             |             |                                     |
| 1974 | The Sugarland Express                              | Da          |             | Da          |             |                                     |
| 1975 | Jaws                                               | Da          |             |             |             |                                     |
| 1977 | Close Encounters of the Third Kind                 | Da          |             | Da          |             |                                     |
| 1978 | I Wanna Hold Your Hand                             |             | Da          |             |             |                                     |
| 1979 | 1941                                               | Da          |             |             |             |                                     |
| 1980 | The Blues Brothers                                 |             |             |             | Da          | Cook County Assessor's Office Clerk |
| 1980 | Used Cars                                          |             | Da          |             |             |                                     |
| 1981 | Continental Divide                                 |             | Da          |             |             |                                     |
| 1981 | Raiders of the Lost Ark                            | Da          |             |             |             |                                     |
| 1982 | E.T. the Extra-Terrestrial                         | Da          | Da          | Da          |             |                                     |
| 1982 | Poltergeist                                        |             | Da          | Da          | Da          |                                     |
| 1983 | Twilight Zone: The Movie                           | Da          | Da          |             |             |                                     |
| 1984 | Gremlins                                           |             | Da          |             | Da          | Man in Electric Wheelchair          |
| 1984 | Indiana Jones and the Temple of Doom               | Da          |             |             |             |                                     |
| 1984 | Room 666                                           |             |             |             | Da          | În rolul său                        |
| 1985 | Back to the Future                                 |             | Da          |             |             |                                     |
| 1985 | The Color Purple                                   | Da          |             |             |             |                                     |
| 1985 | The Goonies                                        |             | Da          | Da          |             |                                     |
| 1985 | Young Sherlock Holmes                              |             | Da          |             |             |                                     |
| 1986 | An American Tail                                   |             | Da          |             |             |                                     |
| 1986 | The Money Pit                                      |             | Da          |             |             |                                     |
| 1987 | *batteries not included                            |             | Da          |             |             |                                     |
| 1987 | Empire of the Sun                                  | Da          | Da          |             |             |                                     |
| 1987 | Harry and the Hendersons                           |             | Da          |             |             |                                     |
| 1987 | Innerspace                                         |             | Da          |             |             |                                     |
| 1988 | The Land Before Time                               |             | Da          |             |             |                                     |
| 1988 | Who Framed Roger Rabbit                            |             | Da          |             |             |                                     |
| 1989 | Always                                             | Da          | Da          |             |             |                                     |
| 1989 | Back to the Future Part II                         |             | Da          |             |             |                                     |
| 1989 | Dad                                                |             | Da          |             |             |                                     |
| 1989 | Indiana Jones and the Last Crusade                 | Da          |             |             |             |                                     |
| 1990 | Arachnophobia                                      |             | Da          |             |             |                                     |
| 1990 | Back to the Future Part III                        |             | Da          |             |             |                                     |
| 1990 | Gremlins 2: The New Batch                          |             | Da          |             |             |                                     |
| 1990 | Joe Versus the Volcano                             |             | Da          |             |             |                                     |
| 1990 | Roller Coaster Rabbit                              |             | Da          |             |             |                                     |
| 1991 | A Wish for Wings That Work                         |             | Da          |             |             |                                     |
| 1991 | An American Tail: Fievel Goes West                 |             | Da          |             |             |                                     |
| 1991 | Cape Fear                                          |             | Da          |             |             |                                     |
| 1991 | Hook                                               | Da          |             |             |             |                                     |
| 1991 | Tiny Toon Adventures: How I Spent My Vacation      |             | Da          |             |             |                                     |
| 1993 | Jurassic Park                                      | Da          | Da          |             |             |                                     |
| 1993 | Schindler's List                                   | Da          | Da          |             |             |                                     |
| 1993 | We're Back! A Dinosaur's Story                     |             | Da          |             |             |                                     |
| 1994 | The Flintstones                                    |             | Da          |             |             |                                     |
| 1995 | Casper                                             |             | Da          |             |             |                                     |
| 1996 | Balto                                              |             | Da          |             |             |                                     |
| 1996 | Twister                                            |             | Da          |             |             |                                     |
| 1997 | Amistad                                            | Da          | Da          |             |             |                                     |
| 1997 | Men in Black                                       |             | Da          |             |             |                                     |
| 1997 | The Lost World: Jurassic Park                      | Da          |             |             | Da          | Brief Cameo at End of Film          |
| 1998 | Saving Private Ryan                                | Da          | Da          |             |             |                                     |
| 1998 | The Last Days                                      |             | Da          |             |             |                                     |
| 1998 | The Mask of Zorro                                  |             | Da          |             |             |                                     |
| 1998 | Deep Impact                                        |             | Da          |             |             |                                     |
| 1999 | Wakko's Wish                                       |             | Da          |             |             |                                     |
| 2000 | Shooting War                                       |             | Da          |             |             |                                     |
| 2001 | A.I. Artificial Intelligence                       | Da          | Da          | Da          |             |                                     |
| 2001 | Jurassic Park III                                  |             | Da          |             |             |                                     |
| 2001 | Stanley Kubrick: A Life in Pictures                |             |             |             | Da          | În rolul său                        |
| 2001 | Vanilla Sky                                        |             |             |             | Da          | Guest at David Aames' Party         |
| 2002 | Austin Powers in Goldmember                        |             |             |             | Da          | În rolul său                        |
| 2002 | Catch Me If You Can                                | Da          | Da          |             |             |                                     |
| 2002 | Men in Black II                                    |             | Da          |             |             |                                     |
| 2002 | Minority Report                                    | Da          |             |             |             |                                     |
| 2003 | Double Dare                                        |             |             |             | Da          | În rolul său                        |
| 2004 | The Cutting Edge: The Magic of Movie Editing       |             |             |             | Da          | În rolul său                        |
| 2004 | The Terminal                                       | Da          | Da          |             |             |                                     |
| 2005 | Memoirs of a Geisha                                |             | Da          |             |             |                                     |
| 2005 | Munich                                             | Da          | Da          |             |             |                                     |
| 2005 | The Legend of Zorro                                |             | Da          |             |             |                                     |
| 2005 | War of the Worlds                                  | Da          |             |             |             |                                     |
| 2005 | Directed by John Ford                              |             |             |             | Da          | În rolul său                        |
| 2006 | Flags of Our Fathers                               |             | Da          |             |             |                                     |
| 2006 | Letters from Iwo Jima                              |             | Da          |             |             |                                     |
| 2006 | Monster House                                      |             | Da          |             |             |                                     |
| 2006 | The Shark Is Still Working                         |             |             |             | Da          | În rolul său                        |
| 2007 | Transformers                                       |             | Da          |             |             |                                     |
| 2008 | Indiana Jones and the Kingdom of the Crystal Skull | Da          |             |             |             |                                     |
| 2008 | Eagle Eye                                          |             | Da          |             |             |                                     |
| 2009 | Transformers: Revenge of the Fallen                |             | Da          |             |             |                                     |
| 2009 | The Lovely Bones                                   |             | Da          |             |             |                                     |
| 2010 | True Grit                                          |             | Da          |             |             |                                     |
| 2010 | Hereafter                                          |             | Da          |             |             |                                     |
| 2011 | Paul                                               |             |             |             | Da          | În rolul său                        |
| 2011 | The Adventures of Tintin: Secret of the Unicorn    | Da          | Da          |             |             |                                     |
| 2011 | Transformers: Dark of the Moon                     |             | Da          |             |             |                                     |
| 2011 | Cowboys & Aliens                                   |             | Da          |             |             |                                     |
| 2011 | War Horse                                          | Da          | Da          |             |             |                                     |
| 2011 | Super 8                                            |             | Da          |             |             |                                     |
| 2011 | Real Steel                                         |             | Da          |             |             |                                     |
| 2012 | Men in Black III                                   |             | Da          |             |             |                                     |
| 2012 | Robopocalypse                                      | Da          |             |             |             |                                     |
| 2013 | Lincoln                                            | Da          |             |             |             |                                     |

### Ca regizor
Filmele lui Steven Spielberg au fost nominalizate la peste 100 de premii importante, printre care Academy Award, BAFTA sau Globul de Aur. 
| An    | Film                                               | Nominalizări Academy Award | Academy Award Câștigate | Nominalizări Globul de Aur | Golden Globe Câștigate | Nominalizări BAFTA | BAFTA Câștigate |
| ----- | -------------------------------------------------- | -------------------------- | ----------------------- | -------------------------- | ---------------------- | ------------------ | --------------- |
| 1964  | Firelight                                          |                            |                         |                            |                        |                    |                 |
| 1968  | Amblin'                                            |                            |                         |                            |                        |                    |                 |
| 1971  | Duel                                               |                            |                         |                            |                        |                    |                 |
| 1974  | The Sugarland Express                              |                            |                         |                            |                        |                    |                 |
| 1975  | Jaws                                               | 4                          | 3                       | 4                          | 1                      | 3                  |                 |
| 1976  | Close Encounters of the Third Kind                 | 8                          | 2                       | 4                          |                        |                    |                 |
| 1979  | 1941                                               | 3                          |                         |                            |                        |                    |                 |
| 1981  | Raiders of the Lost Ark                            | 9                          | 5                       | 1                          |                        | 2                  |                 |
| 1982  | E.T. the Extra-Terrestrial                         | 9                          | 4                       | 5                          | 1                      | 2                  |                 |
| 1983  | Twilight Zone: The Movie                           |                            |                         |                            |                        |                    |                 |
| 1984  | Indiana Jones and the Temple of Doom               | 2                          |                         |                            |                        | 1                  |                 |
| 1985  | The Colour Purple                                  | 11                         |                         | 5                          | 1                      |                    |                 |
| 1987  | Empire of the Sun                                  | 6                          |                         | 2                          |                        | 6                  | 3               |
| 1989  | Always                                             |                            |                         |                            |                        |                    |                 |
| 1989  | Indiana Jones and the Last Crusade                 | 3                          | 1                       | 1                          |                        | 3                  |                 |
| 1991  | Hook                                               | 5                          |                         | 1                          |                        |                    |                 |
| 1993  | Jurassic Park                                      | 3                          | 3                       |                            |                        | 2                  | 1               |
| 1993  | Schindler's List                                   | 12                         | 7                       | 6                          | 3                      | 11                 | 7               |
| 1997  | Amistad                                            | 4                          |                         | 4                          |                        |                    |                 |
| 1997  | The Lost World Jurassic Park                       | 1                          |                         |                            |                        |                    |                 |
| 1998  | Saving Private Ryan                                | 11                         | 5                       | 5                          | 3                      | 10                 | 2               |
| 2001  | A.I. Artificial Intelligence                       | 2                          |                         | 3                          |                        | 1                  |                 |
| 2002  | Catch Me if You Can                                | 2                          |                         | 1                          |                        | 4                  | 1               |
| 2002  | Minority Report                                    | 1                          |                         |                            |                        | 1                  |                 |
| 2004  | The Terminal                                       |                            |                         |                            |                        |                    |                 |
| 2005  | Munich                                             | 5                          |                         | 2                          |                        |                    |                 |
| 2005  | War of the Worlds                                  | 3                          |                         |                            |                        |                    |                 |
| 2008  | Indiana Jones and the Kingdom of the Crystal Skull |                            |                         |                            |                        |                    |                 |
| 2011  | The Adventures of Tintin: Secret of the Unicorn    |                            |                         |                            |                        |                    |                 |
| 2011  | Warhorse                                           |                            |                         |                            |                        |                    |                 |
| 2012  | Robocalypse                                        |                            |                         |                            |                        |                    |                 |
| 2012  | Lincoln                                            |                            |                         |                            |                        |                    |                 |
| Total | Total                                              | 104                        | 34                      | 42                         | 9                      | 45                 | 14              |

### Filmele cu cele mai mari încasări
Aceasta este o listă a filmelor cu cele mai mari încasări, filme pe care Spielberg le-a produs, scris, regizat sau în care el a interpretat ca actor, în conformitate cu Box Office Mojo. Această listă nu include filmele în care el a avut un rol minor, potrivit aceluiași site-ului. Filmele lui Spielberg au generat un venit de peste de 3,5 miliarde dolari americani, cu o medie de 156 milioane dolari pe film. 
| Poziție | Titlu                                              | Venit total (US$) |
| ------- | -------------------------------------------------- | ----------------- |
| 1       | E.T.: The Extra-Terrestrial                        | 435 million       |
| 3       | Jurassic Park                                      | 357 million       |
| 5       | Indiana Jones and the Kingdom of the Crystal Skull | 317 million       |
| 6       | Jaws                                               | 260 million       |
| 7       | Raiders of the Lost Ark                            | 242 million       |
| 8       | War of the Worlds                                  | 234 million       |
| 9       | The Lost World: Jurassic Park                      | 229 million       |
| 10      | Saving Private Ryan                                | 216 million       |

## Televiziune
(lengths include commercials)
- Night Gallery (1969, 1971)
  - pilot movie segment B "Eyes" [aired 8 noiembrie 1969] (30 min)
  - ep4 segA "Make Me Laugh" [aired Jan 6 1971] (30 min)
- Marcus Welby, M.D. (1970) ep 1-27 "The Daredevil Gesture" (60 min) [aired 17 martie 1970]
- The Name of the Game (1971) ep 3-16 "L.A. 2017" (90 min) [aired 15 ianuarie 1971]
- The Psychiatrist (1971)
  - ep. 1-2 "The Private World of Martin Dalton" (60 min) [aired 10 februarie 1971]
  - ep. 1-6 "Par for the Course" (60 min) [aired 10 martie 1971]

(this was released on a VHS named The Visionary after the other episode included)
- Columbo (1971) ep. 1-1 "Murder By the Book" (90 min) [aired 15 septembrie 1971]
- Owen Marshall: Counselor At Law (1971) ep. 1-3 "Eulogy for a Wide Receiver" (60 min) [aired 30 septembrie 1971]
- Duel (1971) TV-movie (90 min) (extended cut was released theatrically and on home video/DVD) [aired 13 noiembrie 1971]
- Something Evil (1972) TV-movie (90 min) [aired 21 ianuarie 1972]
- Savage (1973) TV-movie (90 min) [aired 31 martie 1973]
- Strokes of Genius (1984) TV series (introductory segments hosted by Dustin Hoffman) [aired May 1984]
- Amazing Stories (1985)
  - ep 1-1 "Ghost Train" (30 min) [aired 6 octombrie 1985]
  - ep 1-5 "The Mission" (60 min) [aired 3 noiembrie 1985] (part of Amazing Stories: Book One)